# Social anarkism
Social anarkism företräds främst av Michail Bakunins och  Pjotr Kropotkins arvtagare och är huvudsakligen centralelementet i det som idag kallas frihetlig socialism.

Dess anhängare tenderar att framhäva gruppgemenskap i form av kollektiva organisationer. Den sociala anarkismen delas in i två huvudfåror. Michail Bakunin företräder så kallad kollektivistisk anarkism medan Pjotr Kropotkin företräder kommunistisk anarkism. Social anarkism har, precis som de andra huvudinriktningarna, Proudhon som anfader. Liksom sina föregångare kritiserade Bakunin Marx häftigt för dennes, som han kallade den, centralistiska och auktoritära ideologi – även om Bakunin behöll Marx ekonomiska teorier.

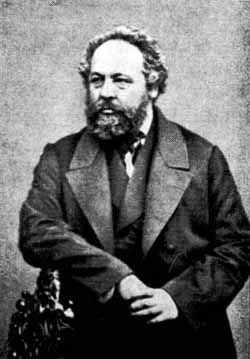
Michail Bakunin, 1814–1876

Utifrån den sociala grenen har den syndikalistiska rörelsen utvecklats, till en början inom 1800-talets franska fackföreningsrörelse, men senare i modifierad form av Rudolph Rocker med flera. Syndikalismen betraktas som en utlöpare från den egentliga anarkismen med vissa andra beröringspunkter, men den ses oftast inte som anarkistisk i egentlig bemärkelse. Dock kan man notera att den samhällsomvälvning där anarkisterna spelat störst roll – den spanska revolutionen 1936–39 – gick helt i syndikalismens tecken.